# Clarembaud IV de Chappes
Pour les articles homonymes, voir Clarembaud de Chappes.
Clarembaud IV de Chappes, dit le Jeune (né vers 1130 - † vers 1172) est seigneur de Chappes et vicomte de Troyes au milieu du XIIe siècle. Il est le fils de Clarembaud III de Chappes, seigneur de Chappes, et de Mathilde (peut-être de Bar-sur-Seine ?).

## Biographie
Vers 1140, son père Clarembaud III, atteint de la lèpre, ne peut plus assurer ses fonctions et résigne à la faveur de son fils aîné, puis se retire à la léproserie des Deux-Eaux. Clarembaud IV est alors qualifié de puer, soit entre cinq et douze ans, d'où son surnom de le Jeune.
En 1152, il est qualifié de seigneur de Chappes lors d'un don qu'il fait avec son épouse Ermangarde d'une grange à Mont-Moyen à l'abbaye de Mores. Il est donc majeur et déjà marié à cette époque.
Entre 1152 et 1168, il donne avec sa femme Ermangarde un pré à l'église Notre-Dame de Jully-sur-Sarce, pour le repos de l'âme de sa mère Mathilde.
Entre 1170 et 1172, il fait un don de la moitié d'un four situé au bourg de Saint-Loup à l'église Sainte-Marie située dans son château de Chappes pour le repose de l'âme de ses ancêtres et pour y fonder son anniversaire ainsi que celui de sa femme Ermangarde et de son fils Hugues.
En 1172, il fait un don à l'abbaye Saint-Loup de Troyes du droit d'usage de bois à brûler et à construire sans son bois de Dosches.
Le nombre de dons au début des années 1170 montre qu'il est malade et déjà en fin de vie alors qu'il est âgé de seulement quarante ans environ.

## Mariage et enfants
Vers 1150, il épouse Ermangarde, dont le nom de famille est inconnu, dont il aurait eu au moins sept enfants :
- Clarembaud V de Chappes, qui succède à son père ;
- Guillaume de Chappes, cité dans une charte de 1174 ;
- Gautier de Chappes, chanoine à la collégiale Saint-Étienne de Troyes en 1174 puis prévôt et enfin chancelier du comte de Champagne Henri II puis de ses successeurs jusqu'à sa mort en 1207 ;
- Hugues de Chappes, mort entre 1170 et 1172 ;
- Gui de Chappes, ou Guiard, seigneur de Jully-sur-Sarce ;
- plusieurs filles citées mais non nommées dans une charte de 1170.

L'historien Aphonse Roserot pensait qu'Ermangarde était issue de la famille de Montlhéry et que c'était par elle que la maison de Chappes avait acquis la vicomté de Troyes. Il est toutefois plus probable que la vicomté soit arrivée dans cette famille par la mariage de Clarembaud II de Chappes avec Flandrine de Troyes, qui serait une sœur de Lithuise, épouse de Milon de Montlhéry, et avec qui elle se serait partagé la vicomté.

## Source
- Marie Henry d'Arbois de Jubainville, Histoire des Ducs et Comtes de Champagne, 1865.
- Prosper Adnot, Notes historiques sur l'ancienne ville de Chappes, 1865.
- Edouard de Saint Phalle, Les Seigneurs de Chappes aux XIe et XIIe siècles, 2007.
- Edouard de Saint Phalle, La seigneurie de Chappes et l'origine des vicomtes de Troyes, 2007.